# Farine animale
 (juillet 2016).

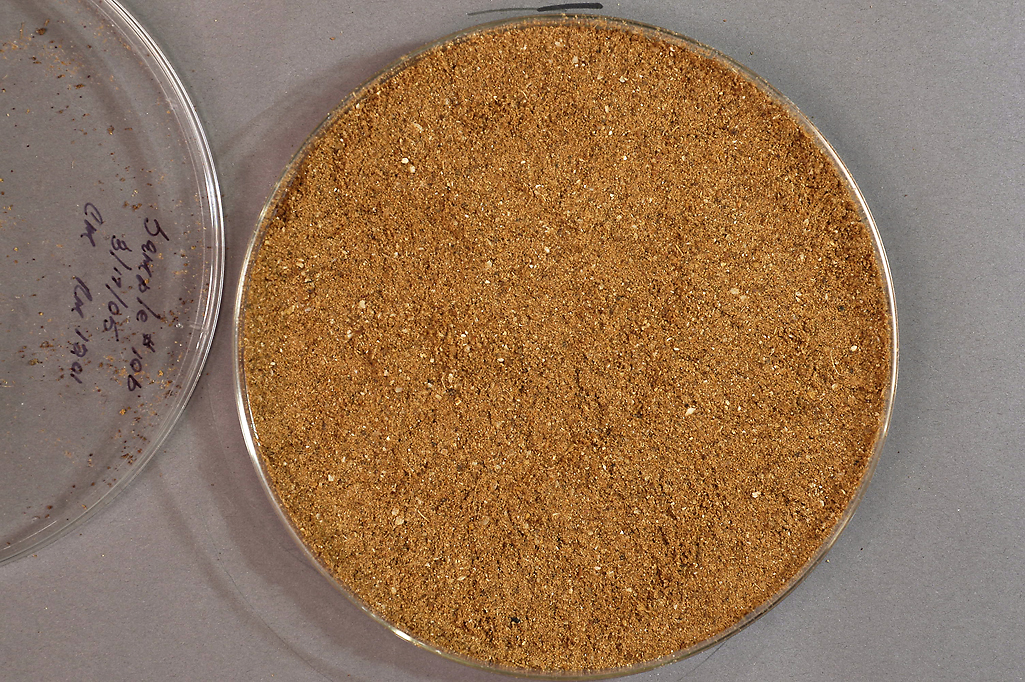
Farines animales dans une boîte de Petri.

Une farine animale est produite à partir de produits non consommés par les hommes et récoltée par la filière de l'élevage animal et de l'industrie de la pêche (farines de poissons et huiles de poissons). La législation distingue deux types de farine : les farines légalement consommables par l'Homme et celles qui ne le sont pas.
Avec le développement de l'élevage hors-sol, ces farines, riches en protéines, ont longtemps été utilisées par les fabricants d'aliments pour bétail en substitution totale ou partielle des protéines d'origine végétale (tourteaux de soja, colza…).

## Problématique
Les coproduits non consommés absorbés directement par l'industrie alimentaire comme certains abats, tissus, peaux, graisses… représentent un volume important. Deux problèmes se sont posés aux deux filières de l'élevage animal et de la pêche. Comment valoriser les sous-produits ou comment les détruire. En effet, s'ils ne sont pas utilisés, le volume des déchets est tel qu'il implique qu'ils soient détruits au sein d'unités spécialisées puisque l'enfouissement serait également source de pollution et de risque sanitaire. Les farines animales ont dans un premier temps semblé résoudre ces deux problèmes.
| Mouton | Bœuf | Porc | Poule |
| ------ | ---- | ---- | ----- |
| 48 %   | 46 % | 38 % | 32 %  |

En Union européenne depuis les années 1990, pour des raisons sanitaires les farines consommables par l'homme ne sont pas traitées dans les mêmes établissements que les farines destinées à l'alimentation animale. Les fondoirs traitent les tissus graisseux en respectant des normes sanitaires strictes. Ces produits sont identifiés dans certains pays (dont en France) par une estampille ovale et ont représenté, en France en 1997, 2,4 % des matières premières utilisées pour la fabrication d'aliments composés pour l'homme.
Les centres d'abattage ou d'équarrissage, eux ne traitent que les farines destinées aux animaux. Les techniques de traitement dans ces deux industries sont souvent identiques, c'est pourquoi le terme d'équarrissage est utilisé par ces filières. D'après la circulaire ministérielle française du 22 juillet 1998, un centre d'équarrissage désigne : « Les installations de traitement des cadavres, des saisies sanitaires d'abattoirs et des matériels à risques spécifiés au regard des ESST. Les centres de collecte et les dépôts de cadavres dans lesquels ces cadavres sont soumis à un prétraitement (dépouille et/ou découpe et/ou broyage) ».

## Type de farines
- Farine de viande : Poudre obtenue par cuisson, dégraissage, stérilisation, broyage et tamisage de sous-produits d'animaux terrestres. Cette dénomination inclut à la fois les farines de viande et d'os (FVO) et les farines de viande au sens strict, moins riches en matières minérales que les FVO ; on la dénomme souvent « protéine animale transformée »[2] ; En France, elles proviennent de volailles, bovins, ovins et porcs ;
- Farine d'os : Elle est produite avec des os (d'animaux terrestres) de seconde qualité. Les autres os peuvent préalablement être utilisés pour la fabrication de gélatine et/ou traités pour fabriquer du phosphate dicalcique ou de la poudre d'osséine ; la farine est produite par chauffage, dégraissage, séchage, broyage et tamisage d'os d'animaux terrestres[2],[3]) ; 
À titre d'exemple, pour la France qui en produirait environ 400 000 t/an[4] ; la farine d'os de porc produite par les équarrisseurs et fondeurs contient 34 % de phosphate de calcium, 4 % de carbonate de calcium et des protéines (36 à 40 %, essentiellement constituant le collagène)[4]. Elle est revendue pour l'alimentation animale (où elle sera mélangée avec de la farine de viande plus riche en protéines[4]. Comme les farines de viandes et de sang, les farines d'os sont soumises aux cours mondiaux des protéines animales et végétales ;
- Farines de phanères : Les cornes, sabots et ongles (environ 55 700 t/an en France[4]) sont valorisés par exemple en engrais agricoles ou de jardin pour leurs teneurs en soufre, azote et phosphore, ou utilisés dans la composition de farines de viandes (« Les grosses cornes de qualité servent à confectionner des peignes et des manches de couteaux »[4]) ;

- Farine de sang : sang frais et entier collecté auprès des abattoirs, coagulé et séché à la vapeur maintenant souvent dénommé « protéine animale transformée de sang »[2] ;
- Farine de plumes : plumes fraîches provenant d'abattoirs, traitées par hydrolyse thermique (décomposition chimique en présence d'eau sous pression), séchées et broyées[2] ;
- Farine de poisson ;
- Farine de creton[2] : le mot creton désigne les graisses (résidu de la fonte du suif, du lard gras ou d'autres graisses animales), mais quand on parle de farine de creton, il s'agit selon le SIFCO de « fractions protéiques récupérées lors de la fonte des gras de bovins, porcins ou volailles après extraction mécanique des graisses. Les cretons sont ensuite broyés et tamisés »[2] ;
- Farines SPE : ce sont des farines produites à partir de déchets de transformation de sous-produits animaux relevant du Service public de l'équarrissage (animaux trouvés morts, saisies sanitaires et MRS)[2].

### Catégories
En Europe (avant le règlement européen de 2002), les sous-produits animaux étaient classés en deux catégories : produits à « haut risque » ou « faible risque ».
Depuis 2002, les « protéines animales transformées » (PAT) et autres sous-produits animaux ; autorisées ou non à divers usages sont catégorisées en trois catégories (par le règlement européen de 2002f), selon leur niveau supposé ou démontré de risque sanitaire.
1. Les matières de catégorie 1 : ce sont celles qui présentent un risque vis-à-vis des EST (viandes à « risque prion » ; comprenant les « MRS » (« matières à risques spécifiés ») et les animaux suspectés ou déclarés atteints d'EST[6]). Cette catégorie contient aussi les produits contaminés par certaines substances interdites (hormones) ou dangereuses pour l'environnement (dioxines) ;
2. Les matières de catégorie 2 ; associées à un risque sanitaire vis-à-vis des zoonoses et maladies animales autres que les EST. On y trouve aussi les denrées saisies pour motif sanitaire et les cadavres d'animaux morts autrement que par abattage), ou des produits contaminés par des résidus de médicaments vétérinaires ;
3. Les matières de catégorie 3 ; elles proviennent d'animaux jugés sains et sans risques spécifiques, c'est-à-dire dont les carcasses ont été déclarées propres à la consommation humaine après inspection sanitaire. Seuls les produits de cette catégorie sont autorisés pour la production de farines destinées à l'alimentation animale (dont animaux familiers)[2].

## Crise de la vache folle
La cause de l’encéphalopathie spongiforme bovine a été identifiée comme étant un prion.
Trois hypothèses ont été avancées :
1. Hypothèse directrice. L'agent serait celui de la « tremblante du mouton », ainsi la barrière des espèces aurait été franchie.
2. Hypothèse endémique. La population bovine aurait été porteuse, à faible niveau, de cet agent infectieux. L'ingestion de farines animales et l'abaissement des températures de chauffe auraient favorisé le développement de la maladie.
3. Hypothèse environnementale. L'utilisation d'un insecticide contre un parasite des bovins en Grande-Bretagne aurait pu provoquer des mutations neurochimiques.

Par contre la transmission de la vache (ou du bœuf) vers l'homme des prions provoquant une variante de la maladie de Creutzfeldt-Jakob est avérée.

## Utilisation dans l'alimentation animale
Elle a été réduite ou interdite chez les animaux ruminants d'élevage.
À titre d'exemple, en France avant le retrait des farines et des graisses animales chez les ruminants, le secteur de l'alimentation animale consommait en 1999,
- 400 000 tonnes de farines animales[7] dont :
  - environ 300 000 tonnes pour nourrir les volailles (en moyenne : 3 % de l'aliment)[7],
  - environ 80 000 tonnes pour nourrir les porcs (en moyenne : 1 % de l'aliment)[7].
- 270 000 tonnes de graisses animales dont essentiellement :
  - environ 130 000 tonnes dans les aliments des volailles (en moyenne : 1,5 % de l'aliment)[7],
  - environ 80 000 tonnes dans les aliments des porcs (en moyenne : 1 % de l'aliment)20,
  - environ 60 000 tonnes dans les aliments d’allaitement (en moyenne : 15-20 % de l'aliment, surtout sous forme de suif)[7].

À ces quantités s'ajoutaient :
- 85 000 tonnes de farines de poisson (principalement pour nourrir des poissons selon l'AFSSA ; 63 000 tonnes avec en moyenne : 50 % de l'aliment), et des porcelets (17 000 tonnes, (en moyenne : 2 % de l'aliment)[7].
- environ 100 000 tonnes d’équivalent phosphate bicalcique « Caché » dans les farines de viande et d’os (FVO)[7].

## Utilisation comme engrais en agriculture biologique
Certaines farines animales sous la dénomination farine de plume ou farine de viande sont de plus en plus utilisées en agriculture biologique comme amendement azoté. Ces farines sont riches en azote rapidement disponible et assimilable par les plantes.
En production de blés panifiables biologiques ces farines sont épandues entre le stade montaison et épiaison pour augmenter le taux de protéine des grains. La panification industrielle nécessite des taux minimum de protéines.

## En France
Depuis les années 1990 et les problèmes sanitaires causés par l'encéphalite spongiforme (ou « maladie de la vache folle »), le secteur est très réglementé en France, et la réputation de ces farines est mauvaise.
En France, l'Agence nationale de sécurité sanitaire de l'alimentation (Anses) s'y opposait toujours en novembre 2011, dans un avis (défavorable) à la proposition de la Commission européenne, qui suggère d'autoriser un nouveau type de farines. Toutefois le Conseil national de l'alimentation (CNA) donna son aval le vendredi 2 décembre 2011 à une réintroduction partielle des farines animales en France, 15 ans après leur interdiction dans l'Union européenne à la suite de la crise de la vache folle.
Début 2013, Delphine Batho, ministre chargée de l’Écologie a invité la filière piscicole à créer un étiquetage « sans farine animale ». Parmi les alternatives étudiées figurent des élevages d'insectes (mouche noire, ver de farine) et la création de souches sélectionnées de truites pour lesquelles les protéines végétales seront plus appétentes.
Le 15 mai 2013, suite de la fraude à la viande de cheval de 2013 et au projet de réautoriser les farines animales pour la nourriture des poissons d’élevage, le Sénat a adopté, une proposition de résolution demandant à la Commission d'améliorer la traçabilité et l’étiquetage des plats cuisinés (en indiquant notamment le pays d'origine de la viande utilisée comme ingrédient) dans le cadre du droit à l’information des citoyens et du règlement européen n°1169/2011, visant « à la maîtrise et à la parfaite connaissance de son alimentation ». « Le Sénat se montre par ailleurs défavorable à un retour des farines animales pour les poissons d’élevage, saluant l’opposition de la France à ce sujet. Les sénateurs appellent à mettre en place un label « 100 % végétal et poisson » certifiant l’absence des PAT, tout en exhortant la Commission à « ne prendre aucune nouvelle autorisation » pour d’autres espèces, leur retour dans l’aquaculture n’étant qu’une première étape avant leur extension à d’autres animaux d’élevage ».
Néanmoins, depuis le 1er juin 2013 (voir ci-dessous), l'Union européenne autorise les farines de porc et de volailles dans l'alimentation des poissons, qui pouvaient déjà être nourris avec de la farine de poisson.

### Réintroduction éventuelle de certains types de farines protéiques dans l'alimentation animale

#### Alimentation des bovins?
Début 2008, Bruxelles (dans le cadre de la PAC) aurait étudié, à la suite de l'augmentation des prix des aliments importés pour bétail (100 % d'augmentation pour le soja chinois et brésilien) la possibilité de réintroduire, non pas les farines produites à partir de sous-produits issus de ruminants, mais celles produites avec des restes de porcs, de volailles et de poissons, à certaines conditions : « Il s'agirait de protéines extraites exclusivement de morceaux inutilisables mais aptes à la consommation humaine », selon Nicolas Douzin, directeur de la Fédération nationale (France) de l'industrie et du commerce en gros des viandes. Les représentants des formes d'élevage non conventionnel (raisonné, biologique, petits élevages traditionnels…) préfèrent un renforcement des soutiens pour l'élevage à l'herbe et notamment pour la production de fourrages à base de légumineuses (luzerne, vesce, lotier…).

#### Aliments pour la pisciculture
Le 14 février 2013, la Commission européenne a décidé que les farines de porc et volaille pourraient, sous la dénomination de « protéines animales transformées » ou « PAT » être à nouveau utilisées (à partir du 1er juin 2013) par les pisciculteurs (qui pouvaient déjà utiliser des farines de plumes hydrolysées ou des farines de sang d'animaux non ruminants, en complément farines de soja, colza, maïs, lupin, etc.) ; Elle juge cette solution la moins nocive pour l’environnement (en réduisant notamment la pêche minotière) et économiquement moins coûteuse. Pour limiter les risques, les ruminants (potentiellement porteurs de prions pathogènes) seront exclus, tant pour leur alimentation que pour la production de farines, et aucun « cannibalisme » ne sera autorisé (une espèce ne doit pas consommer une farine contenant des protéines provenant de la même espèce, même chez les espèces non ruminantes). Cependant, selon un avis et un rapport (2011) de l'ANSES , « les conditions permettant une utilisation sécurisée des protéines animales transformées ne sont pas, à ce jour, totalement réunies ».
La commission estimait que les tests ADN ultrasensibles peuvent désormais de détecter d'éventuelles contaminations entre filières. Mais au même moment le scandale de la fraude sur la viande de cheval, et un problème similaire concernant l'étiquetage du poisson aux États-Unis montrent que les filières agroalimentaires animales, malgré des principes forts de traçabilité « de la fourche à la fourchette », restent en réalité mal contrôlées.
De plus, une étude (2012) a montré que des résidus d’antibiotiques pouvaient persister dans les farines de plumes et être retrouvés dans les farines animales.